# Pensiero stupendo
„Pensiero stupendo” (pol. „Wspaniała myśl”) – utwór muzyczny włoskiej piosenkarki Patty Pravo z 1978 roku.

## Tło powstania
Piosenkę skomponował Oscar Prudente, a tekst napisał Ivano Fossati. Słowa opowiadają o ménage à trois, tzw. „trójkącie” pomiędzy piosenkarką, jej partnerem i jeszcze jedną kobietą.
Początkowo utwór zaproponowano Loredanie Bertè, która jednak nie przyjęła go do swego repertuaru. Następnie miała go wydać francuska piosenkarka Jeanne Mas jako swój debiut na rynku włoskim, jednak jej wykonanie nie przekonało szefa wytwórni RCA. Ostatecznie utwór trafił do Patty Pravo, która wydała go jako pierwszy singel z płyty Miss Italia. Dotarł on do 2. miejsca włoskiej listy sprzedaży w maju 1978 i utrzymał się w top 5 przez dziewięć tygodni. Pravo nagrała nowe wersje „Pensiero stupendo” w 1987, 1990 i 1997 roku. Ostatnia wersja także weszła na listę sprzedaży, docierając do 5. miejsca. Piosenka ta jest jednym z największych przebojów w repertuarze Patty Pravo.

## Lista ścieżek
- Singel 7-calowy (1978)[5]

A. „Pensiero stupendo” – 4:14
B. „Bello” – 3:31
- Singel CD (1997)[6]

1. „Pensiero stupendo ‘97” – 5:03
2. „Pensiero stupendo” (V-Mix) – 4:21
3. „Pensiero stupendo” (Vernetti + Gaudi Mix) – 3:53
4. „Pensiero stupendo ‘97” (Live) – 5:48

## Notowania
| Kraj   | Najwyższa pozycja |
| ------ | ----------------- |
| Włochy | 2                 |

## Inne wykonania
- Saksofonista Fausto Papetti wydał instrumentalny cover piosenki w 1978 roku.
- Róisín Murphy nagrała wersję piosenki na swoją EP-kę Mi senti z 2014 roku.